# Christopher Isherwood
Christopher William Bradshaw Isherwood, född 26 augusti 1904 i High Lane nära Stockport, Cheshire (i nuvarande Greater Manchester), död 4 januari 1986 i Santa Monica, Kalifornien, var en brittisk författare. Tillsammans med W.H. Auden och Stephen Spender var han framträdande i den så kallade Audengenerationen. 
Flera av Isherwoods verk har filmatiserats, bland annat Farväl till Berlin (1939), En enda man (1964) och Christopher and his Kind (1976). Farväl till Berlin filmatiserades som Cabaret (1972) med Liza Minnelli i huvudrollen. Filmen fick flera Oscarpriser.

## Biografi

### Tidiga år
Christopher Isherwood föddes den 26 augusti 1904 i ett traditionellt överklasshem. Hans far, Frank Isherwood, tillhörde aristokratin men hade relativt lite pengar på grund av förstfödslorätten: han var andra sonen. Christophers mor, Kathleen, kom dock från en förmögen handelsfamilj. Båda föräldrarna uppmuntrade till hans föreställningsförmåga genom att läsa, skriva och göra tidningar tillsammans.
År 1914 skickades emellertid Isherwood till en internatskola St. Edmunds preparatory school, och 1915 dog Isherwoods far i första världskriget. Isherwood skulle länge se sin skola som ett ställe där de brittiska överklasstraditioner som tog död på hans far bevarades.
Medan han hos sina föräldrar hade uppmuntrats till fantiserande var här osjälvständigt tänkande premierat. Auden beskrev det som att den antifascism som präglade Audengenerationens författarskap under 1930-talet till början var en respons på fascismen i de brittiska skolorna. Första gången var Isherwood utan sina föräldrars beskydd. Den miljö han och Auden (som han blivit god vän med redan i ungdomen) mötte inledde hans upproriskhet mot auktoriteter.

### Studier, debut och resor
Isherwood studerade historia vid Cambridge och sedan medicin i London. Han debuterade 1928 med romanen All the conspirators.
Åren 1929–1933 var han bosatt i Berlin i Tyskland tillsammans med W.H. Auden, strax innan Adolf Hitler kom till makten. Detta inspirerade honom till romanerna Mr Norris Changes Trains, 1935 ('Mr Norris byter tåg', 1947) och Goodbye to Berlin, 1939 ('Farväl till Berlin', 1954). Den senare filmades sedermera som musikalen Cabaret.
I boken om Mr Norris porträtterar han - i något förklädd form - den anglo-iriske skribenten Gerald Hamilton.
1933–1937 reste han runt i Europa och bodde bland annat en period på Classensgade i stadsdelen Østerbro i Köpenhamn. 1938 var han i Kina; Reseskildringen Journey to a War från 1939 innehåller minnen från resor i det krigsdrabbade landet.

### Senare liv i USA
1939 emigrerade både han och Auden till USA, varefter Isherwood bosatte sig i Kalifornien och arbetade i Hollywood. Han blev amerikansk medborgare 1946, konverterade till religionen vedanta och var gästprofessor vid flera universitet i Kalifornien. I USA träffade han senare den betydligt yngre och blivande porträttmålaren Don Bachardy med vilken han sammanlevde resten av livet.
Isherwoods erfarenheter som ung homosexuell man beskrivs i den självbiografiska Christopher and his Kind 1929–1939, utgiven 1976.

## Betydelse och bearbetningar
David Garrett Izzo konstaterar i sin biografi att även om W.H. Auden står som främsta företrädare för de brittiska 1930-talsförfattarna och den generation han tillhörde var det Isherwood som påverkade Auden, och Auden som i sin tur påverkade de andra. Isherwoods främsta bidrag är då omdefinieringen av den manliga hjälten och antihjälten, och födelsen av den känsliga mannen.
I Lions and Shadows introducerade Isherwood dikotomin Truly Strong och Truly Weak Man, som både kan ses som separerade personer men också separerade delar av en själv. Den svaga mannen genomgår enligt dikotomin ständiga självtest, medan den starka ständigt är 'pure-in-heart'.
2009 filmatiserades även hans bok A Single Man, 1964 ('En enda man', 2005) i regi av Tom Ford och med Colin Firth i huvudrollen.
Om Isherwoods år i Berlin har C-J Charpentier skrivit boken "Två pennor" (2016), vars andra del uteslutande handlar om Isherwoods tid i Tyskland.

## Bibliografi

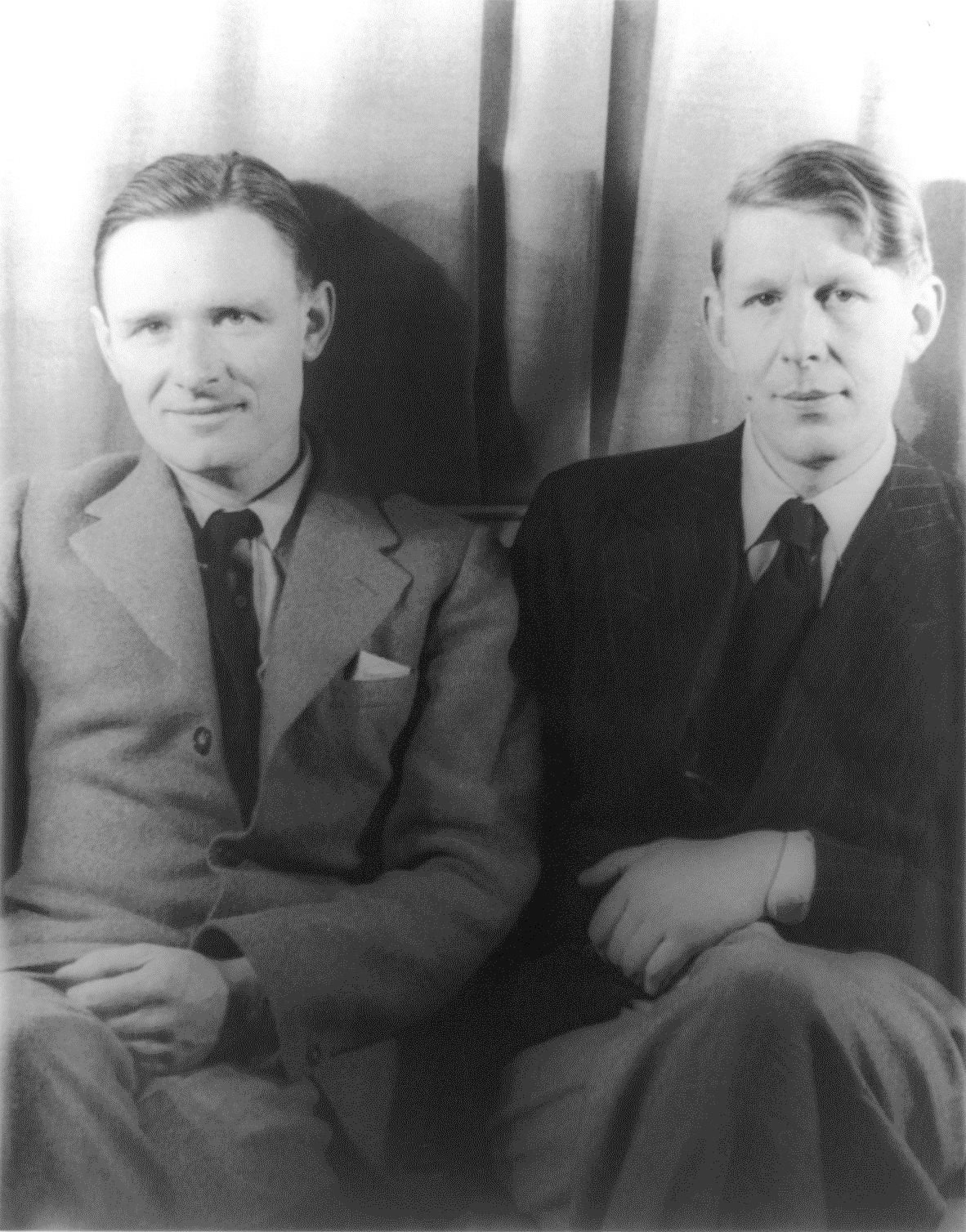
Christopher Isherwood och W.H. Auden, fotograferade av Carl Van Vechten 1939.